# P-Body
Die processing bodies (P-bodies, in Säugetieren auch GW bodies, mammalian P-bodies, Dcp-containing bodies oder  mRNA-decay foci genannt) sind mikroskopische, abgegrenzte Strukturen (Aggregate) in der eukaryotischen Zelle, bestehend aus Enzymen, die im mRNA-Abbau eine wichtige Rolle spielen.

## Geschichtliches
P-bodies wurden 2003 in S. cerevisiae beschrieben. Bereits 1997 berichteten Bashkirov und Mitarbeiter, dass die wichtigste 5'–3' Exonuklease aus eukaryotischen Zellen, Xrn1p, in abgetrennten, markanten Zentren („discrete, prominent foci“) angereichert vorliege.

## Zusammensetzung
Die genaue Zusammensetzung von P-bodies wird noch diskutiert. Sie unterscheidet sich auch bei verschiedenen Organismen. P-bodies bestehen hauptsächlich aus Komplexen von mRNAs und Proteinen des 5'–3'-mRNA-Abbaus. Letztere umfassen Enzyme, die 5'-Cap-Struktur von mRNAs zu entfernen und eine 5'–3'-Exonuklease (Xrn1p). 

## Entstehung
Damit P-bodies entstehen, muss der Poly(A)-Schwanz von mRNA zunächst deadenyliert werden; hierbei reduziert sich die Anzahl der angehängten Adenin-Nukleotide beträchtlich. Dies ist normalerweise auch der Beginn des 5'–3' bzw. 3'–5'-mRNA-Abbaus. Dann assemblieren die Enzyme des 5'–3'-mRNA-Abbauapparates (vgl. oben) an diese mRNA und bilden ein RNP (mRNP). Jedoch ist der Mechanismus, wie individuelle mRNPs zu P-bodies aggregieren, noch unbekannt. P-bodies können unterschiedliche Größen haben.

## Funktionen
Da in P-bodies mRNAs festgehalten werden, können sie so der Translations-Maschinerie entzogen werden. Hierbei interagieren mRNAs aus Polysomen bei Defekten der Translationsinitiation bzw. -termination mit Enzymen des mRNA-Abbaus und bilden P-bodies. Von dort können die mRNAs dann entweder zurück in die Translationsmachinerie gelangen, beispielsweise wenn Hefen nach einer stationären Phase wieder wachsen oder ein besonderer Stressstimulus nicht mehr vorhanden ist.
Alternativ können die mRNAs in P-bodies schließlich auch abgebaut werden.
P-bodies ermöglichen der Zelle, die mRNA-Abbaumaschinerie von aktiven Orten der Translation zu trennen. Dies könnte einem ungeeigneten bzw. zu frühen Abbau von mRNAs entgegenwirken. Darüber hinaus bilden P-bodies eine Art Puffer. Eine zu hohe Menge von mRNAs würde zu stark um Translationsfaktoren konkurrieren, so dass die Translation insgesamt nicht effektiv ablaufen würde. Schließlich kann das temporäre Festhalten der mRNAs in P-bodies Probleme bei defekten Translationskomplexen umgehen. Dies könnte auch als eine Art Chaperonfunktion für mRNAs angesehen werden: mRNAs werden wie Polypetide in einem funktionell kompetenten Zustand gelassen.